# Замараев, Игорь
Игорь Замараев (род. 8 марта 1958 года) — советский и российский звукорежиссёр, продюсер и композитор.

## Биография
Родился 8 марта 1958 года в Москве.
Ученик Виктора Бабушкина.
Во второй половине 80-х работал в студии Московского дворца молодёжи. Сотрудничал с Александром Барыкиным, Сергеем Минаевым, гр. «Альянс», Инной Желанной, гр. «Браво», НРГ, Мари Бойне, Михаилом Чекалиным, Андреем Мисиным, Владимиром Кузьминым и др.
В настоящее время проживает в Норвегии.

## Звукорежиссура
| Год  | Исполнитель   | Альбом                        | Лейбл                  |
| ---- | ------------- | ----------------------------- | ---------------------- |
| 1986 | Сергей Минаев | Коллаж                        | самиздат               |
| 1987 | Сергей Минаев | Радио «Абракадабра»           | самиздат               |
| 1987 | Альянс        | Альянс ’87                    | самиздат               |
| 1989 | Ария          | Игра с огнём                  | АРИЯ Records / Мелодия |
| 1989 | Браво         | Скажем мы друг другу «Браво!» | самиздат               |
| 1991 | Технология    | Всё, что ты хочешь            | Gala Records           |
| 1992 | Сергей Пенкин | Feelings                      | Russian Disc           |
| 1992 | Альянс        | Сделано в белом               | BSA Records            |
| 1996 | НРГ           | Проснись                      | Союз                   |